# Джон Лілігрін
Джон Лілігрін (англ. John Lilygreen, 4 серпня 1987, Ньюпорт, Уельс) — британський співак. Учасник від Кіпру на пісенному конкурсі Євробачення 2010 в Осло із піснею «Life looks better in spring» разом із гуртом «The Islanders».

## Життєпис

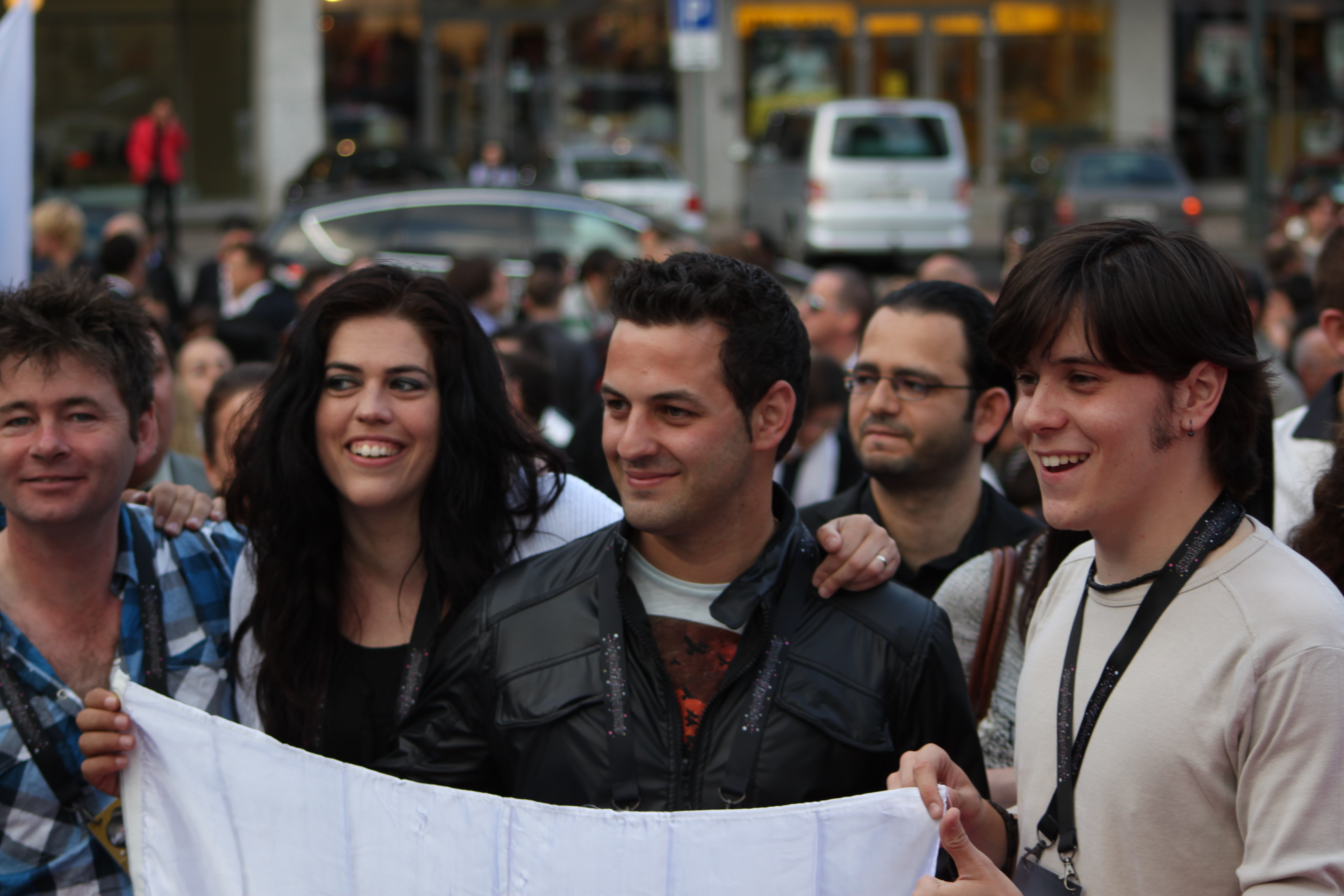
Джон Лілігрін (праворуч) та інші учасники «The Islanders», Осло, 2010 рік

Джон Лілігрін випускник коледжу «Gwent», сам пише пісні, виконує їх у супроводі гітари. Сам Джон та його батьки мешкають у Ньюпорті, Уельс.
У 2010 році за результатами національного відбору Джон Лілігрін та гурт «The Islanders» обрані представляти Кіпр на конкурсі Євробачення з піснею «Life looks better in spring». До складу гурту входять норвезький, шотландський, уельський та кіпріотський музиканти. Члени колективу «The Islanders» — подружня пара Джон Грегорі та Сільвія Стенд самі спродюсували і створили аранжування конкурсної композиції, яку написали Насос Ламбріанідіс і Меліс Костянтину з Кіпру. Джон Лілігрін та «The Islanders» вийшли у фінал Євробачення 2010.